# Bettina Richards
Bettina Richards (née en 1965 à Chicago) est une entrepreneuse et productrice américaine, fondatrice du label indépendant de musique Thrill Jockey.

## Biographie

### Débuts
Bettina Richards est obsédée par la musique depuis son enfance où elle se voit en DJ et fait semblant de diriger une station de radio avec les disques de son père.
Après ses études elle décide de s’envoler pour l’Australie où elle trouve un emploi chez Warner / Elektra / Atlantic. Quand elle rentre aux États-Unis, elle se fait embaucher par Atlantic Records, puis London Records à New-York en tant qu'« Artists and repertoire ». Elle est alors chargée de découvrir de nouveaux artistes et des groupes à qui proposer un contrat. Elle travaille notamment avec The Lemonheads et les Meat Puppets. Bettina Richards réalise assez rapidement que ce travail ne lui correspond pas vraiment. Elle trouve le système trop mercantile et étouffant et ne supporte pas comment sont traités les groupes. Elle souhaite créer « une entreprise dont les capacités soient en phase avec les attentes des artistes ».

### Création de Thrill Jockey

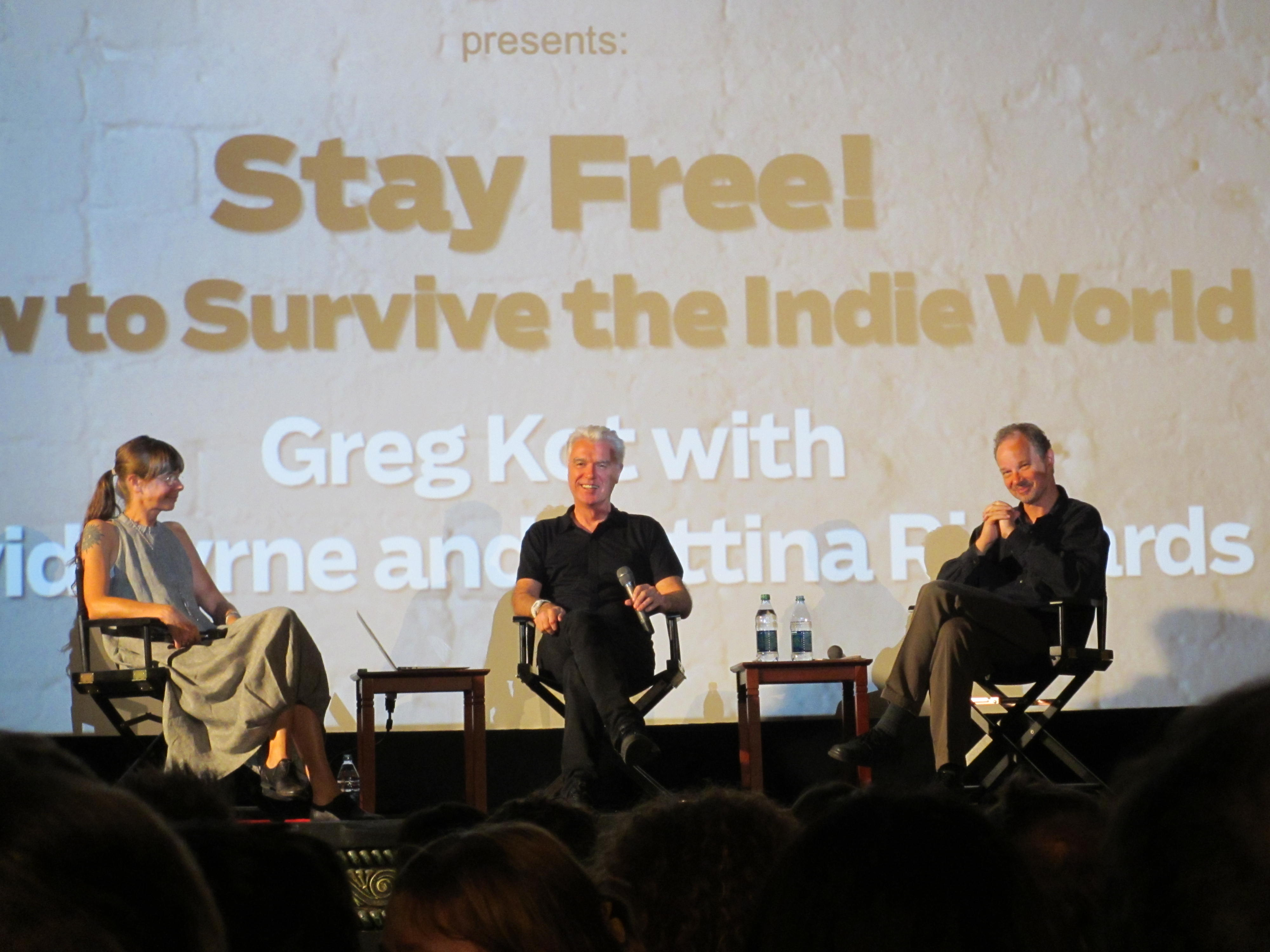
Bettina Richards sur scène avec David Byrne et Greg Kot.

Elle abandonne son emploi salarié pour se lancer et créer en 1992 le label indépendant Thrill Jockey, inspirée par d’autres fers de lance de la musique alternative : Touch and Go Records, Sub Pop, et Dischord Records. Son capital s'élève à 35 000 dollars, en grande majorité prêtée par sa grand-mère et son père. 
Les premières années, elle gère le label depuis son appartement, avenue C à Manhattan. Elle travaille en parallèle quatre jours par semaine chez Pier Platters, un magasin de disques alternatifs rock à Hoboken, de l'autre côté de l'Hudson au New Jersey. Elle déménage à Chicago en Illinois en 1995 afin de se rapprocher de son fabricant et distributeur Touch and Go et de son réseau d’artistes. « J'avais déjà travaillé avec 11th Dream Day, un groupe mythique, dont les musiciens jouent à présent dans Tortoise ou Freakwater. Il existe une vieille tradition d'expression artistique underground à Chicago, que ce soit dans le théâtre, le jazz et la musique improvisée avec l'Art Ensemble of Chicago et l'AACM, ou dans le rock ». De plus, les taxes et les loyers y sont moins onéreux qu’à New-York et elle y trouve un emploi de barmaid au Rainbo qui lui permet de diriger le label sans se rémunérer pendant plusieurs années.
Elle porte toute l'activité elle-même jusqu’en 1997, de la signature des contrats aux relations avec la presse. Son travail est récompensé car à la fin de l’année suivante, le label compte deux personnes à temps plein et une à temps partiel.   
Bettina Richards, « omnivore » en termes de musique, est une grande collectionneuse de disques et ne cesse de chercher de nouveaux talents. En 2000, elle coordonne avec Jim O'Rourke la compilation Chicago 2018... It's Gonna Change, produite par le label allemand Clearspot et qui célèbre l'éclectisme de la scène musicale chicagoane. 
Avec Thrill Jockey, elle a produit plus de 400 albums d'artistes tels que Tortoise, The Sea and Cake, Trans Am ou plus récemment Future Islands.